# Illinichernes stephensi
Illinichernes stephensi är en spindeldjursart som beskrevs av Benedict och Malcolm 1982. Illinichernes stephensi ingår i släktet Illinichernes och familjen blindklokrypare. Inga underarter finns listade i Catalogue of Life.